# SensaCine
SensaCine és una pàgina web espanyola dirigida als amants del cinema i de les sèries de televisió. Es tracta d'una publicació de Webedia, dedicada a l'actualitat informativa relativa al llançament d'estrenes, conté el servei de cartellera i a més, és una gran base de dades de pel·lícules i sèries de televisió. Va ser llançada l'any 2008, el seu director és Alejandro G. Calvo i la seva seu es troba a Madrid. Actualment la pàgina es troba al lloc 7,642 segons el rànquing d'Alexa.

## Característiques
- Les tres funcions principals de la pàgina web son la base de dades, amb fitxes de les pel·lícules, sèries de televisió, actors, directors, tràilers, fotografies i dades com anècdotes; les notícies sobre cinema i sèries; i un sistema d'informació de cartellera nacional i venda d'entrades en relació amb serveis com Ticketmaster, Entradas.com i Compraentradas.com.
- La web de SensaCine ofereix l'opció de registrar-se per obtenir més opcions, ja sigui puntuar pel·lícules i sèries i donar l'opinió sobre aquestes, veure les puntuacions i comentaris dels amics de l'usuari, crear col·leccions de pel·lícules i sèries per compartir-les amb els amics o altres usuaris de la plataforma o, guardar els cinemes preferits.
- Cada pel·lícula té tres puntuacions: la de SensaCine, la mitjana de puntuacions donades pels mitjans especialitzats i la mitjana de puntuacions donades pels usuaris de la plataforma. En el cas de les sèries, es poden puntuar les temporades per separat o les sèries senceres.
- Un altre apartat dins de la pàgina web és el relacionat amb les Bandes Sonores. SensaCine està connectat amb la plataforma de reproducció de música en streaming, Spotify. A través d'aquesta, ofereix les bandes sonores tant de sèries com de pel·lícules.
- El lloc web de SensaCine també compta amb un apartat de botiga en el qual s’hi troben productes de Merchandising relacionats amb sèries hi pel·lícules. Aquest apartat està desenvolupat per Fangazing.
- SensaCine té aplicacions funcionant per iOS, Android,[3][4]BlackBerry, Windows Phone i Xbox Live, des de les quals es pot accedir a les bases de dades, puntuacions, cartellera, notícies, etc.

## Història
El 20 de juny de 2008 va obrir SensaCine. L'any 2010 es va llançar l'aplicació per iOS. El 2011 SensaCine llença l'aplicació per iPad, Black Berry, Windows Phone i Smart TV de Panasonic i Samsung. Finalment al 2012 llança l'aplicació per Xbox Live.